# Фёдоров, Николай Александрович
Николай Александрович Фёдоров (11 января 1904, Воронеж, Воронежская губерния, Российская империя — 1983, Москва, СССР) — советский патофизиолог, академик АМН СССР (1963).

## Биография
Родился 11 января 1904 года в Воронеже в семье рабочего. В 1921 году поступил в Воронежский университет, который он окончил в 1926 году. После окончания учёбы решил связать свою жизнь с Москвой и переехал туда, но первое время ему не удалось устроиться на работу. Благодаря помощи администрации Воронежского университета, в 1930 году он устроился на работу во 2-й Московский медицинский институт, где вплоть до 1938 года работал на кафедре патофизиологии, одновременно с этим с 1932 по 1943 год заведовал лабораторией ЦИГИПКА. С 1943 по 1968 год руководил кафедрой патофизиологии Московского стоматологического института. Жил и работал в Москве по адресам: Институтский переулок, 10 (2-я половина 1920-х годов); Трубниковский переулок, 30 (1929-48); Новослободская улица, 57/65 (1947-75);  Староконюшенный переулок, 19 (1975-83).
Скончался в 1983 году в Москве. Похоронен на Кунцевском кладбище.

## Научная деятельность
Основные научные работы посвящены изучению механизма лечебного действия переливания крови, парентерального белкового питания, гуморальной регуляции кроветворения.

## Награды и премии
- 1975 — Премия имени А. А. Богомольца.